# Kraje arabskie
     – arabski jest jedynym językiem urzędowym
     – arabski jest jednym z języków urzędowych i językiem ojczystym dla większości populacji
     – arabski jest jednym z języków urzędowych ze względu na znaczącą mniejszość arabskojęzyczną albo ze względów historycznych lub kulturowych
     – arabski nie jest językiem urzędowym, ale występuje mniejszość arabskojęzyczna

Kraje wg statusu j. arabskiego
– arabski jest jedynym językiem urzędowym
– arabski jest jednym z języków urzędowych i językiem ojczystym dla większości populacji
– arabski jest jednym z języków urzędowych ze względu na znaczącą mniejszość arabskojęzyczną albo ze względów historycznych lub kulturowych
– arabski nie jest językiem urzędowym, ale występuje mniejszość arabskojęzyczna

Flagi krajów arabskich

Kraje arabskie – kraje, w których znaczącą część ludności stanowią Arabowie lub które są ściśle związane z Arabami. Pojęcie kraju „arabskiego” nie jest ściśle zdefiniowane. Wyznaczają go zachodzące na siebie kryteria językowe, historyczne, kulturowe i polityczne. W krajach Maghrebu znaczną rolę odgrywają Berberowie, na tyle silnie zarabizowani, że krajów tych nie wyłącza się z grupy krajów arabskich.

## Geografia
Kraje arabskie położone są w obrębie Afryki Północnej oraz Bliskiego Wschodu. Granice Afryki północnej nie są dobrze zaznaczone. Zależnie od przyjętej definicji, za takową można uznać obszar od Maroka po Morze Czerwone lub tylko kraje Maghrebu. Maroko, Algierię i Tunezję na północy przecinają góry Atlas (góry), każde z tych państw obejmuje również fragment Sahary. W Libii jedynie północno-wschodnie i północno-zachodnie obszary kraju leżą poza pustynią – są to krainy zwane dawniej Cyrenajką i Trypolitanią. Klimat tych regionów nie zawsze był pustynny. Ostatni okres intensywnych opadów miał miejsce około 6 tys. lat p.n.e., na początku neolitu. Dawniej w Afryce Północnej występowała również fauna charakterystyczna dziś dla Czarnej Afryki (Afryki subsaharyjskiej). Główna trasa, którą mieszkańcy basenu Morza Śródziemnego mogli komunikować się z subsaharyjską Afryką biegła od pasma Ahaggar do Tibesti. Kraje arabskie północnej Afryki mają w większości nieprzyjazną dla żeglugi linię brzegową (wyjątek: północno-wschodnia Tunezja). Możliwości dla żeglugi nie stwarzają także główne rzeki tego regionu, jak Wadi Madżarda i Wadi asz-Szalif.
Pozostała część krajów arabskich położona jest w obrębie Bliskiego Wschodu oraz Środkowego Wschodu – definicje tych pojęć bywają rozbieżne. Obejmują obszary od Maroko przez Półwysep Arabski po Iran, w tym tereny położone u wschodnich wybrzeży Morza Śródziemnego. Bardziej znaczącą formacją tego obszary jest Półwysep Arabski, mający formę wyniesionej platformy. Niegdyś pokrywające ją morskie piaski i osady obecnie są rozległą pustynią. Na jego obszarze występują kenozoiczne płaskowyże z zastygłej lawy, równiny o budowie wartwowej i kuesty. Część państw arabskich, znana jako Lewant, leży u wschodniego wybrzeża Morza Śródziemnego. Stąd występuje tu klimat śródziemnomorski i podobna roślinność – makia, shiblyak i frygana. Pod tymi formacjami przeważają gleby brązowe, bogate w żelazo. Frygana pospolicie porasta zachodnioacjatyckie wyżyny.

## Kultura i społeczeństwo
Krajów arabskich nie można utożsamiać z ogółem krajów islamskich – są one wyodrębnione ze względu na istnienie kulturowej i językowej wspólnoty. Większość muzułmanów – według PEW Research Center aż 62% w 2017 roku – zamieszkuje region Indo-Pacyfiku, choć religia ta stanowi w podanym obszarze 24%. W 2017 roku około 93% spośród mieszkańców (341 mln) krajów arabskich wyznawało islam. Do 10 krajów z największą populacją muzułmanów wśród krajów arabskich zaliczyły się jednak jedynie Egipt, Algieria i Maroko. Krajem o największej populacji muzułmanów na świecie jest Indonezja – kraj niearabski, zawierający liczną (4–5 mln w 2013) diasporę arabską – w 2017 roku muzułmanami było 87,2% populacji tego kraju, około 209 mln osób. Tuż po niej na liście plasują się kraje spoza świata arabskiego: Pakistan i Indie. Rozprzestrzenienie się Arabów i ich kultury na inne kraje nastąpiło podczas ich migracji do Azji Południowo-Zachodniej, trwającej od VI do XVI wieku n.e.
Kraje arabskie mają własną organizację o nazwie Liga Państw Arabskich. Państwami założycielskimi były: Egipt, Syria, Liban, Irak, Jordania (wówczas, w 1943, jeszcze Transjordania), Arabia Saudyjska oraz Jemen. Kraje arabskie w 2015 zamieszkiwało około 387,6 mln ludzi. Krajem o największej liczbie ludności był wówczas Egipt (91,5 mln – blisko 23,6% ludności całego regionu). Wskaźnik rozwoju społecznego w krajach arabskich w 2015 wynosił średnio 0,687. Znaczące w tym regionie są nierówności płciowe – ich wskaźnik (GII) w 2015 wynosił według Programu Narodów Zjednoczonych ds. Rozwoju 0,535; wyższy wynik osiągnęły jedynie państwa Czarnej Afryki.

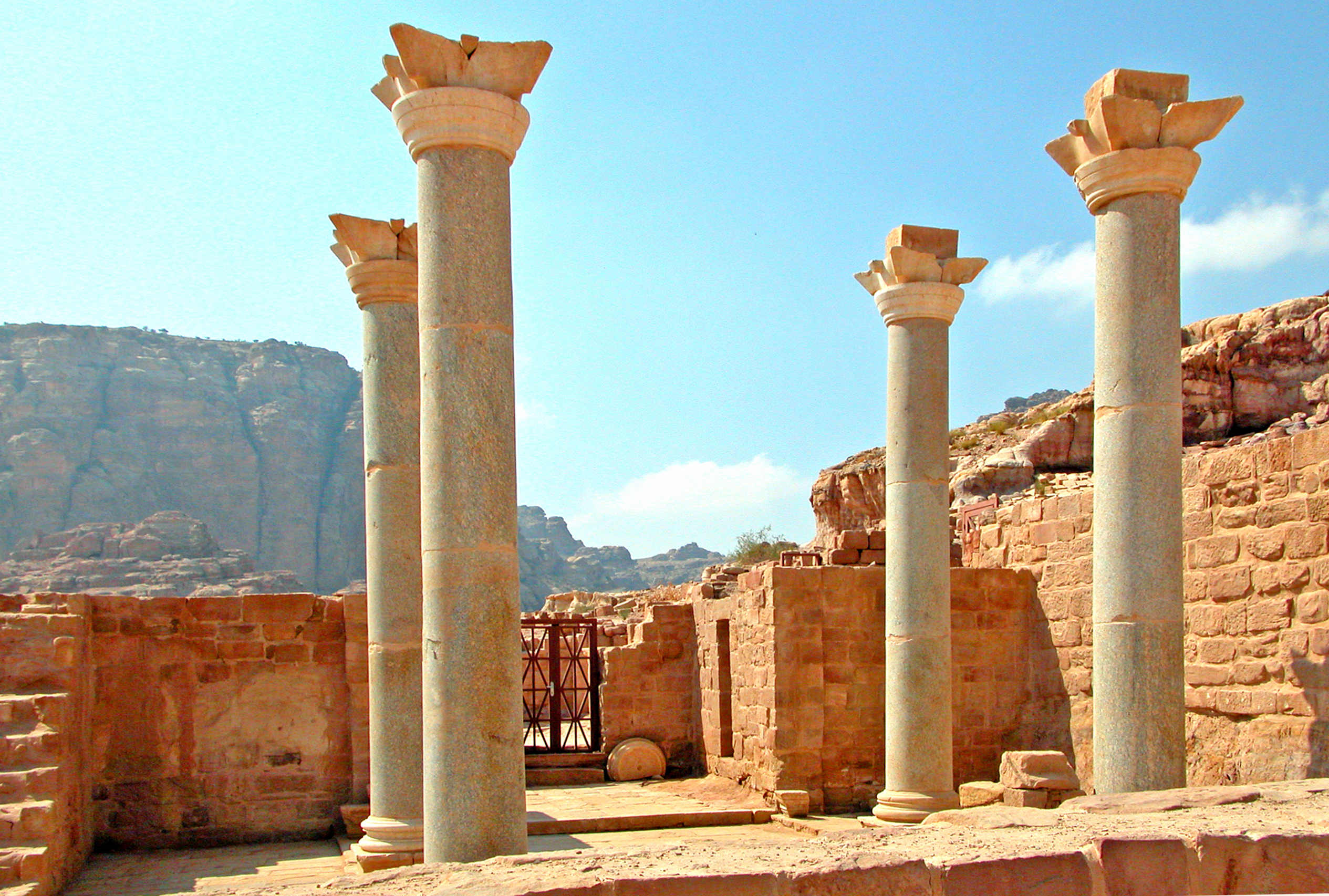
Błękitna Kaplica w Petrze

Do krajów arabskich nie wlicza się także tych, w których Arabowie stanowią po prostu dużą mniejszość etniczną (np. Iran, Turcja) lub których kultury i dzieje kształtowali, lecz obecnie nie odgrywają w nich większej roli, jak również do krajów arabskich nie jest zaliczana Malta, choć język maltański wyrósł z języka arabskiego. Wlicza się do nich natomiast niekiedy kraje niezamieszkane w większości przez etnicznych Arabów, w których jednak wpływy arabskiej kultury są silne i które wykazują dążenia do integracji ze światem arabskim (np. Dżibuti, Komory, Somalia – również członkowie Ligi Państw Arabskich).
Kraje arabskie są niezwykle zróżnicowane pod względem kulturowym. Na listę światowego dziedzictwa UNESCO wpisane są (2018) 82 obiekty, z tego 74 kulturalne – od powstałych w czasach antycznych po współczesne (Rabat).

## Lista krajów arabskich
UNESCO uznaje przynależność następujących państw i terytoriów do krajów arabskich:
| - Algieria - Arabia Saudyjska - Bahrajn - Egipt - Irak (z ludnością kurdyjską) - Jemen - Jordania - Katar - Kuwejt - Liban | - Libia - Maroko - Mauretania (z ludnością afrykańską) - Sahara Zachodnia - Oman - Palestyna (Zachodni Brzeg i Strefa Gazy) - Sudan (z ludnością afrykańską) - Syria - Tunezja - Zjednoczone Emiraty Arabskie |

### Kraje ściśle związane z krajami arabskimi
| - Czad (silne wpływy kultury arabskiej, znaczna mniejszość arabska) - Dżibuti (silne wpływy kultury arabskiej) - Erytrea (silne wpływy kultury arabskiej) | - Izrael (izraelscy Arabowie, których nie należy mylić z Palestyńczykami i Żydami pochodzącymi z krajów arabskich, nie są mniejszością narodową, ale obok żydowskiego drugim z narodów Izraela) - Komory (wielokulturowość przy udziale elementu arabskiego) - Somalia (silne wpływy kultury arabskiej) |